# Vanessa Mendoza
Vanessa Alexandra Mendoza Bustos (sinh năm 1981), được biết đến nhiều hơn với cái tên Vanessa Mendoza, là một nữ diễn viên người Colombia và người mẫu thời trang đã giành được danh hiệu Hoa hậu Colombia năm 2001, là người đầu tiên người Colombia gốc Phi giành chiến thắng trong cuộc thi đó.

## Tiểu sử
Mendoza là người gốc Chocó, Colombia. Cô lớn lên trong một ngôi làng nhỏ tên là Ungia. Mendoza lớn lên trong nghèo đói, và cô là một trong mười sáu đứa con trong gia đình. Cha cô mất khi cô còn nhỏ, để mẹ cô chăm sóc cho gia đình. Bất chấp những điều kiện tồi tệ mà gia đình phải chịu đựng, Vanessa tỏ ra rất thích thú với việc trở thành người mẫu, và bắt đầu theo đuổi sự nghiệp đó.
Mendoza trở thành Hoa hậu Chocó vào năm 2001, một năm mà Hoa hậu Colombia đang đối mặt với một vụ bê bối chủng tộc. Cô trở thành Black Miss Colombia đầu tiên, giành danh hiệu Á hậu 1, Consuelo Guzmán Parra. Mặc dù nghi ngờ rằng cô đã thắng cuộc thi để tin đồn về phân biệt chủng tộc sẽ bị loại trừ, Mendoza trở nên phổ biến trong số những người Colombia, người đã đặt cho cô biệt danh "Black Barbie". 
Mendoza đã thay thế Andrea Nocetti trở thành Miss Colombia. Trước khi chiến thắng Hoa hậu Colombia, Mendoza đã có sự phân biệt là thí sinh duy nhất trong phiên bản 2001 của cuộc thi không thừa nhận có một cuộc giải phẫu thẩm mỹ cho cuộc thi. Mendoza đã tham gia cuộc thi Hoa hậu Hoàn vũ 2002, giành giải thưởng Nữ hoàng xuất sắc nhất.
Vào ngày 2 tháng 3 năm 2005, cô và diễn viên hài người Mỹ Chris Tucker là diễn giả chính tại một bài phát biểu tại trường Cao đẳng Benedict.

## Chính trị
Cô đã giành được một ghế với tư cách là một phần của thiểu số da đen trong Quốc hội và trở thành thành viên của Hạ viện từ năm 2017 đến năm 2018. Thiểu số da đen 10% của Colombia có quyền có hai trong số 166 ghế ở hạ viện.